# 普洛莫迪耶恩
普洛莫迪耶恩（法語：Plomodiern，法語發音：[plɔmɔdjɛʁn]）是法国菲尼斯泰尔省的一个市镇，属于沙托兰区。

## 地理
普洛莫迪耶恩（48°10'52"N, 4°13'54"W）面积46.74 平方千米，位于法国布列塔尼大區菲尼斯泰尔省，该省份为法国最西部的省份，位于布列塔尼半岛西部，北西南三面环大西洋，东临阿摩尔滨海省和莫尔比昂省。
与普洛莫迪耶恩接壤的市镇（或旧市镇、城区）包括：卡斯特、沙托兰、迪内欧勒、普洛埃旺、圣尼克。

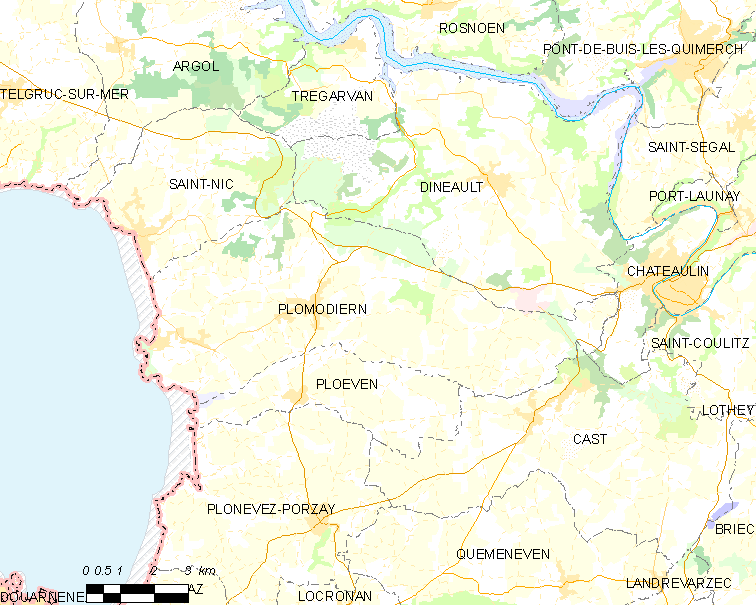
普洛莫迪耶恩的OSM定位图

普洛莫迪耶恩的时区为UTC+01:00、UTC+02:00（夏令时）。

## 行政
普洛莫迪耶恩的邮政编码为29550，INSEE市镇编码为29172。

## 政治
普洛莫迪耶恩所属的省级选区为克罗宗县。

## 人口

1962-2008年间普洛莫迪耶恩人口变化图示

普洛莫迪耶恩于2022年1月1日时的人口数量为2254人。